# Gurania spinulosa
Gurania spinulosa är en gurkväxtart som först beskrevs av Eduard Friedrich Poeppig och Endl., och fick sitt nu gällande namn av Célestin Alfred Cogniaux. Gurania spinulosa ingår i släktet Gurania och familjen gurkväxter. Inga underarter finns listade i Catalogue of Life.